# Reformierte Kirche La Punt

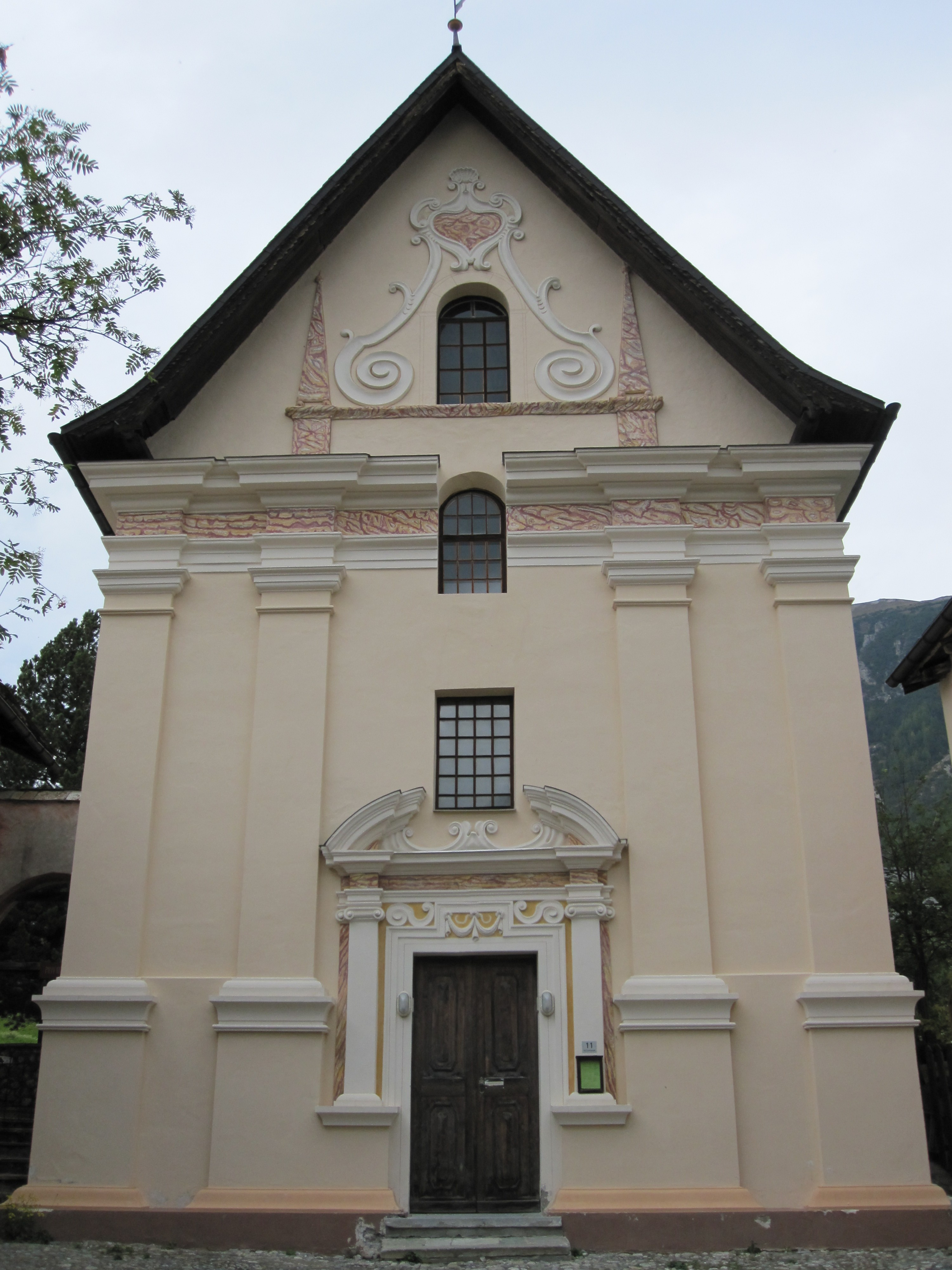
Portal der «Tirolerkirche»

Die reformierte Kirche im Ortsteil La Punt der Doppelortschaft La Punt Chamues-ch im Oberengadin, Kanton Graubünden, Schweiz ist ein evangelisch-reformiertes Gotteshaus unter dem Denkmalschutz des Kantons Graubünden.
Wegen ihres für das Engadin untypischen Aussehens und des durchgehenden Barockstils mit Zwiebelturm wird sie auch «Tirolerkirche» genannt.

## Geschichte und Baugeschichte
Die Kirche La Punt wurde nachreformatorisch 1680 – vermutlich als Gemeinschaftswerk mit beträchtlicher Unterstützung durch die seit 1478 in La Punt Chamues-ch dokumentierte Familie von Albertini – als reformierte Kirche in barockem Stil gebaut. Während der französisch-österreichischen Kämpfen vom 13. März 1799 wird die Kirche erheblich beschädigt, in den nächsten Jahren aber wieder restauriert. Später gibt es verschiedene „Fremdnutzungen“ wie Lagerort für Transportgut, Pferdestallungen usw. In der ersten Hälfte des 20. Jahrhunderts bleibt die Kirche weitgehend unbenutzt bis zur 1974 beendeten, umfassenden Renovation. Seither besteht der Schutz von Kanton und Bund. 1985/86 erfolgt ein Aussen- und Innenanstrich entsprechend dem Originalzustand und im Innern wird über dem Eingang ein Orgelstuhl mit Felsberger-Orgel eingebaut.
Bauinschrift auf Innenseite des Chorbogens: "A0 1680 fabricheda / A0 1799 dazzipeda (beschädigt) / 1801 restaureda".

## Äusseres
Die Fassade ist, verglichen mit den anderen evangelischen Kirchen des Oberengadins, reich gegliedert durch kräftige, toskanische Pilaster, abgeschlossen mit ionischen Kapitellen. Das Portal mit Segmentverdachung über Pilastern. Das Fenster im Giebelfeld umrahmt von Voluten und Pyramiden. Über dem Chor eine schlanke (im Innern nicht sichtbare), gemauerte, achteckige Kuppel mit geschindeltem Klebdach abgedeckt, über dem das Zwiebeltürmchen sitzt. An den Chor schliesst sich in weicher Rundung die zylindrische Schale an, die aus dem Schiff zur Kuppel führt. Ein eingefriedeter Hofraum fügt die Kirche mit den Nachbarhäusern zu einer ausgewogenen Baugruppe zusammen.

## Inneres
Nach Nord(westen) gerichtete, barocke Anlage. Der Chor dreiseitig geschlossen und in den Ecken gegen das Schiff hin zugeschrägt, überwölbt von einer dem Polygon angepassten Tonne. Das Schiff umschreibt ein langgestrecktes Achteck und trägt ein Muldengewölbe mit Stichkappen, welche auf ein prachtvolles Mittelmedaillon zuläuft. Stuckmedaillon mit Akanthusranken gefüllt. Wandgliederung im Schiff mit glatten Pilastern mit ionisierenden Kapitellen. Darüber im Schiff und Chor ein auf gleicher Höhe durchlaufendes Gebälk, dessen Freis mit weissen Akantusranken auf blauem (im Chor) und ockerfarbenem (im Schiff) Grund sowie Engelsköpfen aus Stuck dekoriert ist. Die Raumdisposition zeigt einen Längsbau mit – durch die Zuschrägung von Schiff und Chor und die Gewölbeform – leisen Anklängen an den Zentralgedanken einer evangelischen Saalkirche.
Die gemauerte, polygonale Kanzel im Schiff vorne links mit Zugang über eine Wendeltreppe. Die drei quadratischen Felder des Korpus in dunkelgrauer Schieferoptik bemalt und in den Ecken mit Viertelbögen verziert. An den Freisen verlaufen schmale, mehrfarbig in Braun- und Schiefertönen bemalte Bänder mit einem geometrischen Muster. Im unteren Band 'versteckt', zwei naiv gezeichnete Häuschen, ein hübsches Beispiel verspielter Barockarchitektur.

## Orgel
Die Kirche erhielt 1986 erstmals eine Orgel, platziert auf der im Jahr 1985/1986 erbauten Orgelempore über dem Eingang. Die Orgel stammt von Orgelbau Felsberg. Das neobarock disponierte rein mechanische Schleifladen-Instrument hat acht Register auf zwei Manualen, und Pedal. Das erste Manual weist ein Plenum auf Principal 4′-Basis auf; das zweite Manual enthält mit der Sesquialtera ein Soloregister.
| I. Manual C–f3 |           |    |
| 1.             | Flauten   | 8′ |
| 2.             | Principal | 4′ |
| 3.             | Octav     | 2′ |
| 4.             | Mixur     | 1′ |

| II. Manual C–f3 |             |    |
| 5.              | Copula      | 8′ |
| 6.              | Flauten     | 4′ |
| 7.              | Sesquialter |    |

| Pedal C–g1 |         |     |
| 8.         | Subbass | 16′ |

- Koppeln: II/I, I/P, II/P.

## Glocken
Im Turm eine Glocke aus dem Jahr 1708. Durchmesser 88,7 cm; Gewicht ca. 360 kg. Inschrift: + JACHIAN JAC. ALBERTIN AVOCAT ET CUVICH - JAN. JAN. DROASCH AVOCAT - JAN. SALVESTER P. RUFET CUVICH + G.G.Q.S.N.C.F. ANNO 1708. Glockenschmuck: oben Girlanden, unten Draperien.

## Kirchliche Organisation
1555 trat ein Teil der Gemeinde zum evangelischen Glauben über, 1561 dann unter Ulrich Campell die ganze Gemeinde. Innerhalb der evangelisch-reformierten Landeskirche Graubünden bildete La Punt Chamues-ch, das bis Ende 2011 eine Pastorationsgemeinschaft mit Bever GR bildete und seit 2012 mit diesem Dorf zu einer Kirchgemeinde mit Namen Las Agnas fusioniert war, eine eigenständige Kirchgemeinde. Seit 2017 gehört La Punt Chamues-ch zur Evangelisch-reformierten Kirchgemeinde Oberengadin (romanisch: Baselgia evangelica-refurmeda Engiadin'Ota), umgangssprachlich Refurmo genannt.
Nebst der Reformierten Kirche La Punt im Ortsteil La Punt befindet sich im Ortsteil Chamues-ch die Reformierte Kirche Chamues-ch.

## Galerie

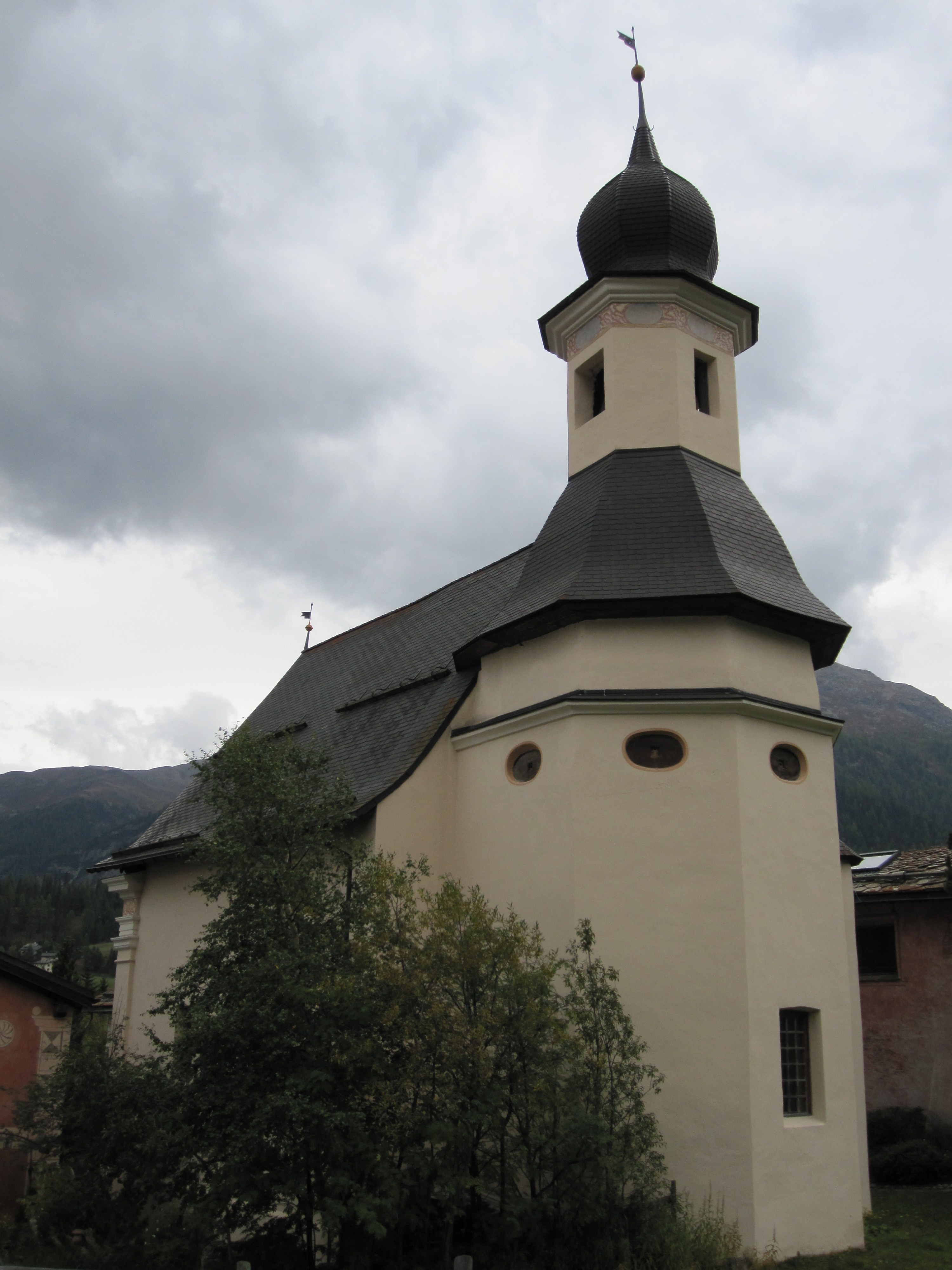
Turm mit Zwiebelhaube
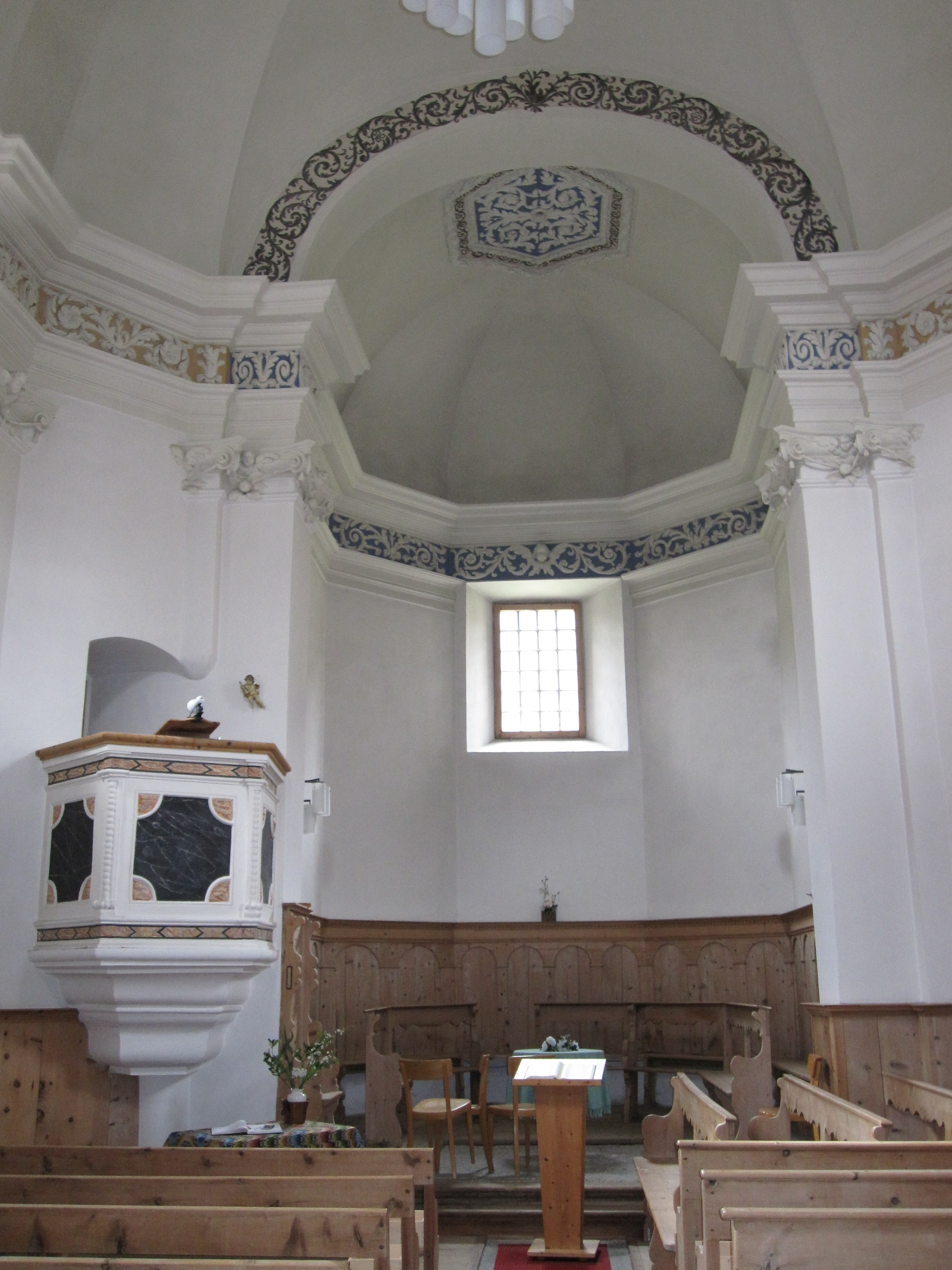
Kircheninneres
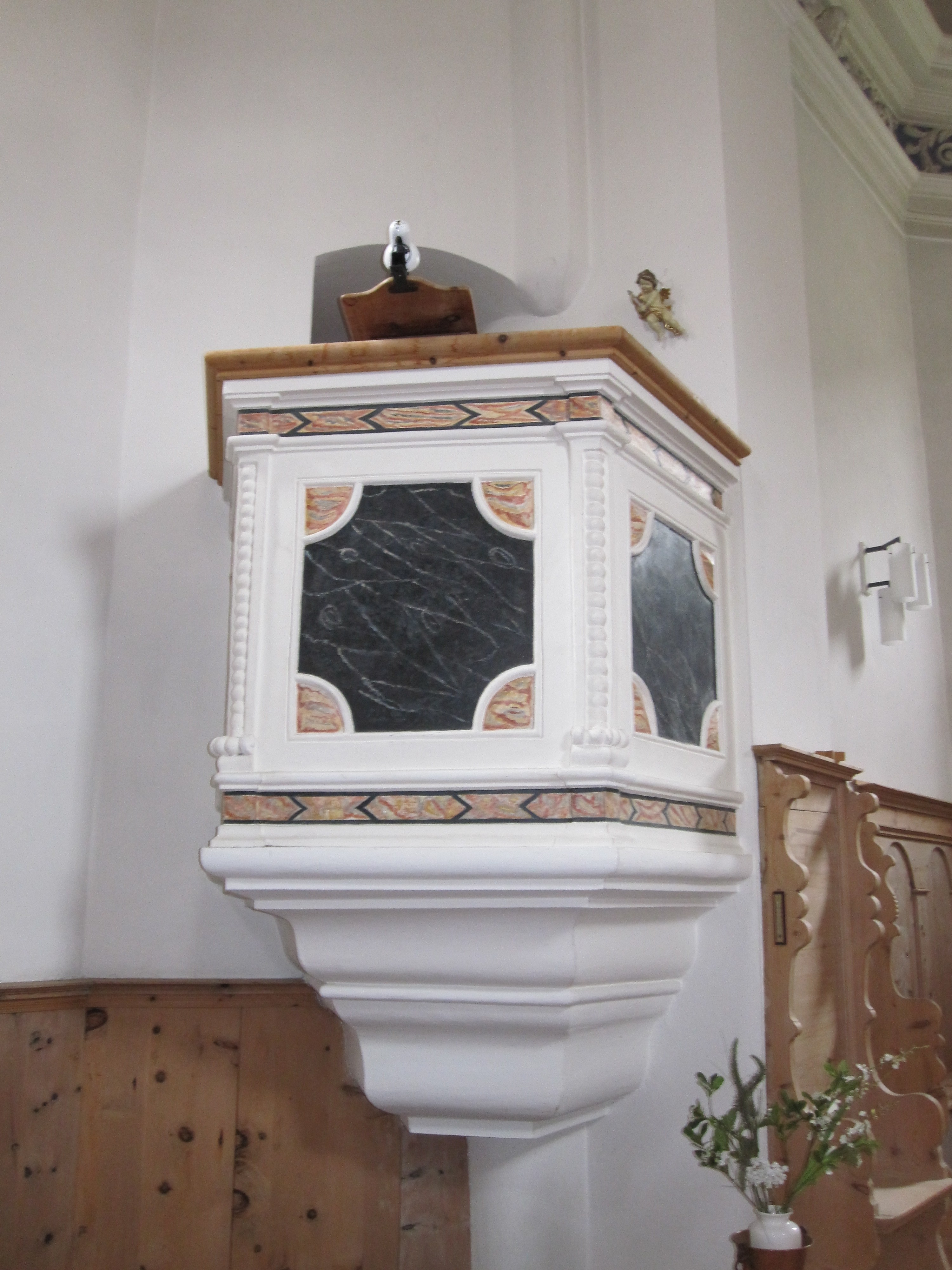
Kanzel